# Richard von Conta
Richard von Conta (1856-1941) est un militaire (Generalmajor) allemand durant la Première Guerre mondiale.

## Biographie

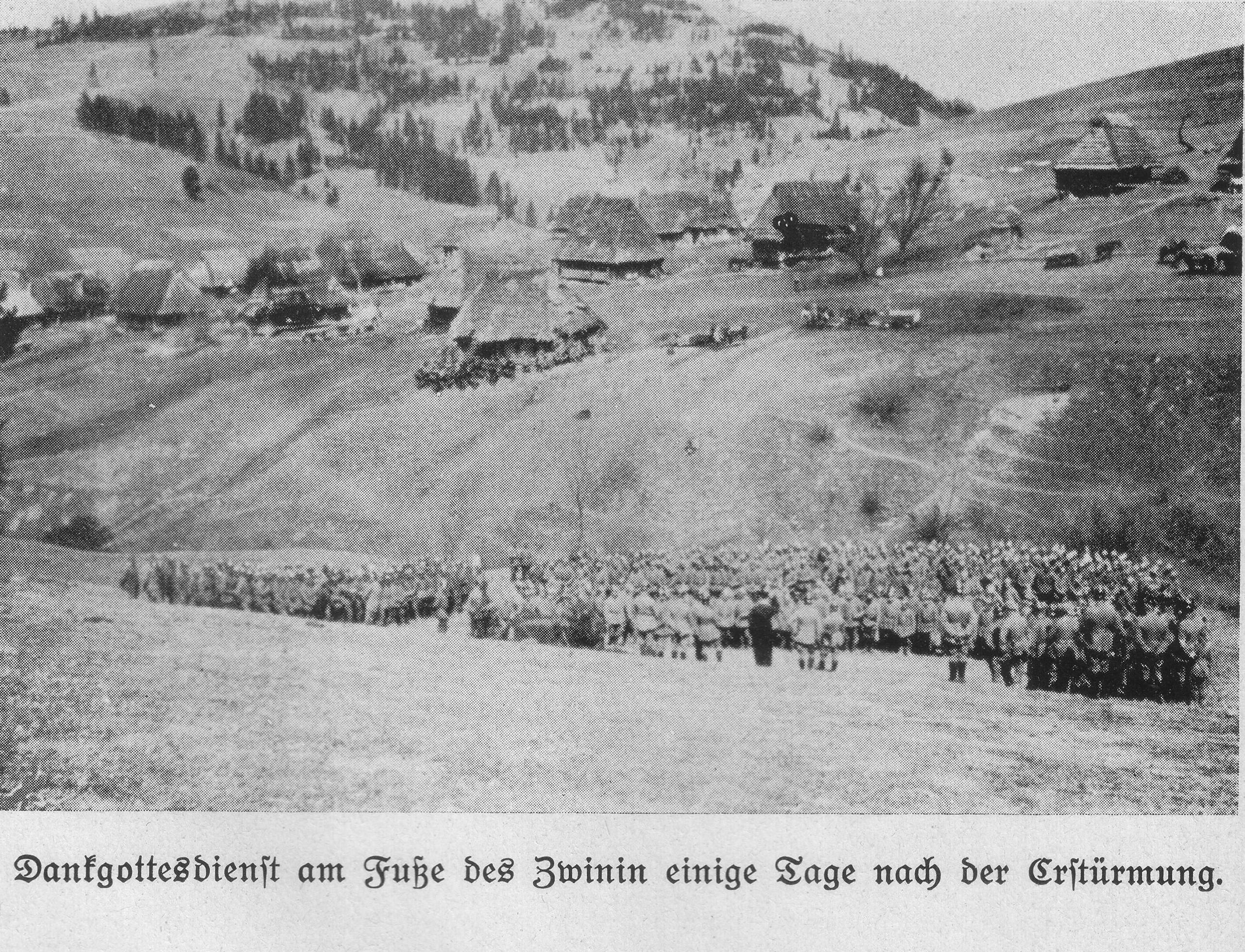
Cérémonie d'action de grâces de la 1re division après la victoire du Zwinin, avril 1915.

Il est le fils du général Richard von Conta (de) et  Coelestine Adelheid, née von Kahlden (de) (1832-1893). Il rejoint le corps des cadets du 13e régiment d'infanterie le 23 juillet 1874. Il est nommé second lieutenant le 12 octobre 1875. De 1878 à 1885, il est adjudant dans un bataillon à Münster. Il devient lieutenant le 22 mars 1889 et est nommé capitaine le 14 février 1891. Il devient major le 27 janvier 1898. En tant que lieutenant-colonel, il est transféré à l'état-major du 116e régiment d'infanterie (de) à Giessen le 27 janvier 1905. En 1907 il commande le 80e régiment de fusiliers. Le 31 décembre 1913, il commande la 1re division d'infanterie de Königsberg.
En 1914, au début de la Première Guerre mondiale, sa division rejoint la 8e armée allemande. Il participe à la bataille de Tannenberg et à la première bataille des lacs de Mazurie. En novembre 1914 sa division se bat vers Łódź. En 1915, elle participe à la bataille de Bolimov, à la bataille des Carpates et à celle de Zwinin.
En mars 1916, sa division se déplace sur le Front de l'Ouest (Première Guerre mondiale) dans la région de Verdun durant la bataille de Verdun.
Le 7 août 1916 il devient commandant général du 4e corps de réserve rebaptisé corps des Carpates. Il fait face à l'offensive Broussilov et empêche la 9e armée russe de pénétrer dans la plaine hongroise. Il reçoit l'Ordre Pour le Mérite. En 1918, le 4e corps de réserve se déplace sur le front de l'Ouest. Le 26 mars 1918 il reçoit les feuilles de chêne à l'Ordre Pour le Mérite. Il participe à la bataille de l'Aisne puis, en juin 1918, à celle du bois Belleau,.
Il prend sa retraite après la démobilisation le 6 janvier 1919.